# 디바이 주파수
결정의 디바이 주파수는 결정을 구성하는 원자에 대한 진동의 이론적인 최대 주파수이다. 디바이 주파수는 디바이 모형의 한 부분으로 피터 디바이 에 의해 제시되었다. 그것은 고체의 열용량의 계산과 확산의 비율의 이론적인 근사에서 역할을 한다. 결정에서 음속 (대) 및 원자 당 부피 V와 다음과 같이 관련있다.
{\displaystyle \nu _{m}=\left({\frac {3N}{\left(4\pi V\right)}}\right)^{1/3}\nu _{s}}

## 참조
- (영어) Hyperphysics
- (영어) Wolfram